# Mestský štadión Hurbanovo
Mestský štadión Hurbanovo – stadion sportowy w Hurbanovie, na Słowacji. Obiekt może pomieścić 8000 widzów. Swoje spotkania rozgrywają na nim piłkarze klubu MŠK Hurbanovo. Budowę stadionu rozpoczęto pod koniec lat 60. XX wieku. Po awansie drużyny na drugi poziom czechosłowackich rozgrywek ligowych w 1985 roku obiekt został rozbudowany.